# Melanthera lavarum
Melanthera lavarum là một loài thực vật có hoa trong họ Cúc. Loài này được (Gaudich.) W.L.Wagner & H.Rob. mô tả khoa học đầu tiên.